# Arnold D'Arcy
Arnold Joseph D'Arcy (sinh ngày 13 tháng 1 năm 1933 ở Blackburn, Anh) là một cầu thủ bóng đá người Anh đã giải nghệ thi đấu ở vị trí tiền vệ chạy cánh trái ở Football League.